# Eberhard Plein
Eberhard Plein (* 28. Februar 1924; † 8. November 2014 in Celle) war ein deutscher Geologe.
Plein studierte Geologie an der Universität Göttingen, mit Diplom und Promotion 1952 (Der Bau des niederhessischen Berglandes im Gebiet von Großalmerode). Danach war er am Hessischen Landesamt für Bodenforschung (wobei er unter anderem erdmagnetische Messungen am Basalt des Hirschbergs bei Großalmerode durchführte).
Plein war Chefgeologe bei der Gewerkschaft Brigitta und Elwerath (BEB) in Hannover. Außerdem war er Honorarprofessor an der Universität Heidelberg.
Er befasste sich unter anderem mit der Stratigraphie des Rotliegend in Norddeutschland.
1989 erhielt er die Hans-Stille-Medaille.